# Ciałko Woronina

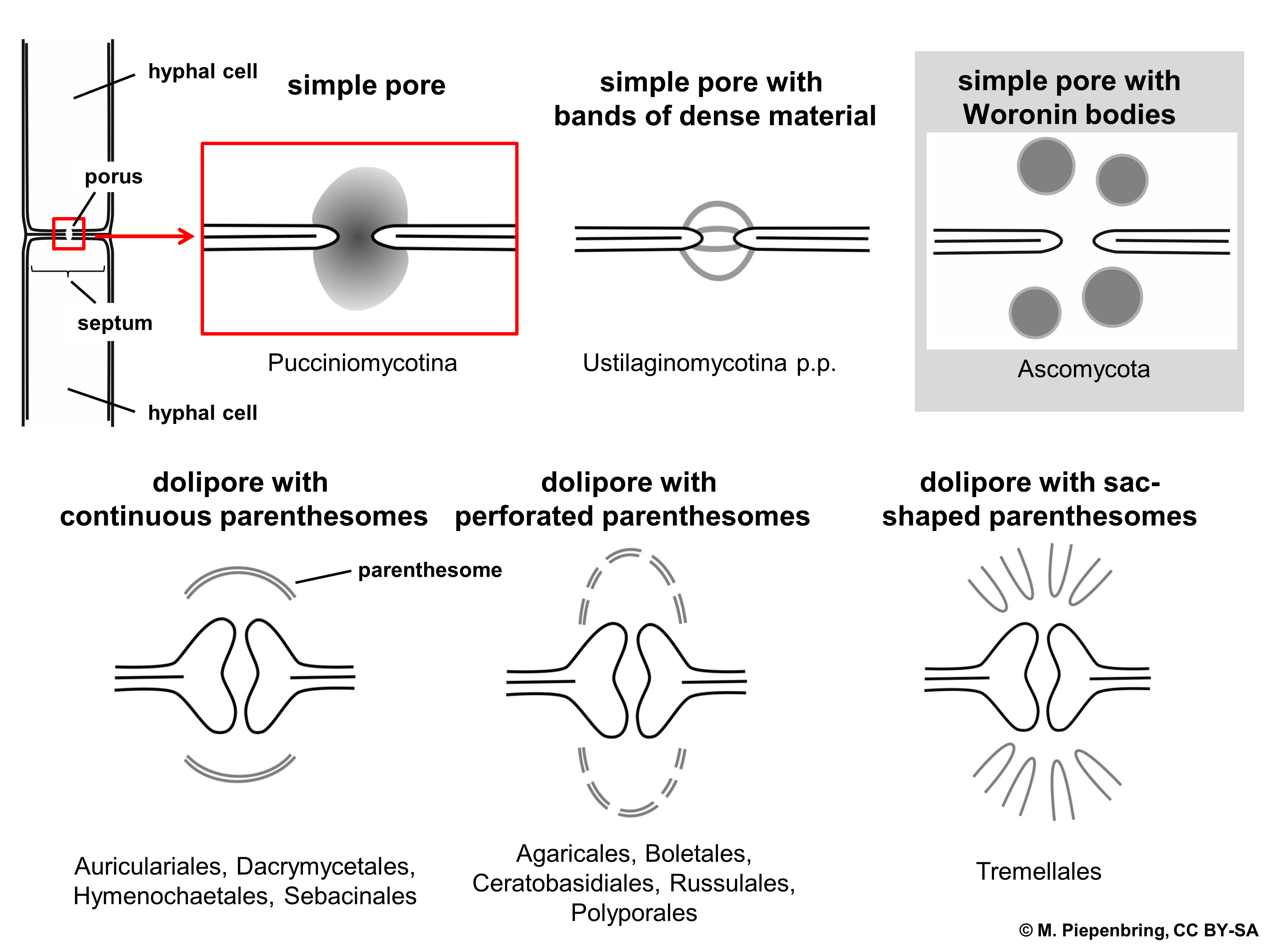
Różne typy przegród. Przegroda z ciałkami Woronina w prawym górnym rogu

Ciałko Woronina – występujące u grzybów granule tworzące się w wierzchołkowych komórkach strzępek. Występują u workowców (Ascomycota) i podstawczaków (Basidiomycota). Zbudowane są z białka i znajdują się w bezpośrednim sąsiedztwie porów w przegrodzie oddzielającej poszczególne komórki strzępek. Przypuszcza się, że pochodzą od peroksysomów, niektórzy mykolodzy uważają je po prostu za wyspecjalizowane peroksysomy. Wskazywałoby na to występowanie w nich specyficznych białkowych domen, takich samych, jak w peroksysomach.
Zadaniem ciałka Woronina jest zamknięcie porów w przypadku uszkodzenia strzępki, lub jej zestarzeniu się, aby nie wyciekła przez nie cała zawartość cytoplazmy. Mają wielkość od 0,1 do 1 μm, są więc większe od średnicy porów. Ciałka Woronina zlokalizowane są w pobliżu przegród i zajmują stałą pozycję w tym samym miejscu, normalnie nie blokując przepływu cytoplazmy i organelli komórkowych. Dopiero po uszkodzeniu ściany komórkowej przemieszczają się i blokują pory w przegrodach. W ten sposób uszkodzona część strzępki zostaje odcięta od nieuszkodzonej reszty. U niektórych workowców brak ciałek Woronina. Ich rolę spełniają duże, sześciokątne kryształki, które również mogą zablokować por w przegrodzie.